# Klaus Tröbs
Klaus Tröbs (* 28. Januar 1940 in Chemnitz) ist deutscher Journalist und Schriftsteller.

## Leben
Klaus Tröbs machte sein Abitur in Chemnitz. 1960 bekam er die Immatrikulation für das Studium der Journalistik an der Karl-Marx-Universität Leipzig. Hierfür musste er zwei Jahre Dienst in der Volksarmee in  Eggesin absolvieren. Als Praktikant bei der „Volkswacht“ Gera erfuhr er, dass die Grenze geschlossen werden sollte. 1961 siedelte er in die Bundesrepublik über.
Er studierte in Bonn Germanistik, Philosophie und Politische Wissenschaften. Ab 1980 war er über 25 Jahre als Sport- und Lokaljournalist für überregionale Tageszeitungen tätig.
Ab 1966 spielte er Theater im Theaterverein 1930 Rheidt e.V. 2000 beendete er nach 59 Aufführungen seine Tätigkeit beim Theaterverein.
2005 veröffentlichte er mehrere Geschichten in „Collection deutscher Erzähler“, erschienen im R. G. Fischer. Seine ersten Romane und die ersten Theaterstücke veröffentlichte er bei Reinehr. Bis 2017 veröffentlichte er 100 Stücke bei 12. Verlage.
Tröbs engagierte sich auch im Sport und war fast 22 Jahre im Vorstand, als Geschäftsführer und Jugendleiter bei Hertha Rheidt und dem Siegburger SV 04.
Er wohnt in Niederkassel.

## Theateraufführungen (Auswahl)
- 2012 Laienspielgruppe Niederaden: Manöver in Bermudasshorts
- 2013 Theater am Bahnhof Abensberg: Im Hotel Mama lebt sich’s gut
- 2014 Theaterverein Eintracht Paustenbach: Ein Tratschweib wird aufs Kreuz gelegt
- 2017 Theatergruppe Hefersweiler-Berzweiler: Manöver in Bermudasshorts
- 2018 Theatergruppe Förbau e.V.: Max und Moritz im Märchenland
- 2019 Kolping-Theater Ennigerloh: Manöver in Bermudasshorts

## Werke (Auswahl)
- Stille Wasser schmecken nicht, Theaterverlag Rieder
- Den Tod im Nacken: Thriller,  Fischer, R. G., 2003
- Die Zukunft bringt den Tod: Science-Fiction-Roman,  Fischer, R. G., 2004
- Blutbad in Köln: Thriller, Fischer, R. G., 2006
- Ein Vereinsmensch wird kuriert: Komödie in drei Akten, Reinehr, 2007
- Schabernack beim Lindenwirt: Schwank in drei Akten, Reinehr, 2007
- Der Meisterdetektiv: Schwank in drei Akten, Reinehr, 2008
- Den Haushalt macht man(n) doch mit links: Schwank in drei Akten, Reinehr, 2008
- Kürbiskrieg im Sonnenhain: Schwank in drei Akten, Reinehr, 2009
- 50 Jahre und ein Tag, Projekte-Verlag, 2012
- Seilschaften, United p. c. Verlag, 2013
- Oma deckt de Swindel up: Schwank in 3 Akten, Ostfries. Theaterverl., 2014